# Дурнево (Ржевский район)
Дурнево — деревня в Ржевском муниципальном округе Тверской области России.

## География
Деревня находится в южной части Тверской области, в зоне хвойно-широколиственных лесов, в пределах южной части Валдайской возвышенности, на берегу реки Итомли,  на расстоянии примерно в 9 км на запад от центра сельского поселения «Итомля» деревни Итомля и  38 километров (по прямой) к северо-западу от города Ржева, административного центра района.

### Климат
Климат характеризуется как умеренно континентальный, с относительно мягкой снежной зимой и умеренно прохладным влажным летом. Среднегодовая температура воздуха — 3,4 °C. Средняя температура воздуха самого холодного месяца (января) — −8,8 °C (абсолютный минимум — −32 °C), средняя температура самого тёплого (июля) — 17 °С (абсолютный максимум — 36 °С). Вегетационный период длится около 130 дней. Годовое количество атмосферных осадков составляет в среднем 612 мм, из которых большая часть выпадает в тёплый период. Снежный покров держится в течение 144 дней.

## История

### Административно-территориальная принадлежность
В конце XIX — начале XX века деревня являлась центром Гриминской волости Ржевского уезда Тверской губернии.
С 1929 года деревня являлась центром Дурневского сельсовета Ржевского района Ржевского округа Западной области, с 1935 года — в составе Калининской области, с 1994 года — в составе Дурневского сельского округа, с 2005 по 20022 годы — в составе сельского поселения «Итомля». После его упразднения - в составе Ржевский муниципального округа.

## Население
| 1859 | 1883 | 2002 | 2008 | 2010 |
| ---- | ---- | ---- | ---- | ---- |
| 127  | ↗136 | ↘38  | ↘34  | ↘27  |

## Инфраструктура
Личное подсобное хозяйство с зоной сельскохозяйственного использования, индивидуальная застройка усадебного типа.

## Транспорт
Деревня доступна автотранспортом по подъездной дороги с региональной автодороги 28Н-1179.  